# Jorge Carrascal
Jorge Andrés Carrascal Guardo, meglio noto come Jorge Carrascal (Cartagena de Indias, 25 maggio 1998), è un calciatore colombiano, centrocampista del Flamengo e della nazionale colombiana.

## Caratteristiche tecniche
Di ruolo trequartista, può giocare anche come attaccante esterno. Abile nel condurre la palla, si distingue anche per la tecnica e il dribbling.

## Carriera

### Club
Cresciuto nel Millonarios, esordisce in prima squadra il 9 novembre 2014, a soli sedici anni, nella partita di campionato persa contro il Deportes Tolima.
Il 25 maggio 2016 viene acquistato dal Siviglia Atlético, con cui firma un quinquennale. Con il club andaluso colleziona una sola presenza, a causa di una grave infortunio patito al menisco destro nel mese di settembre. A causa di questo problema ha rischiato l'amputazione della gamba.
Il 12 luglio 2017 passa in prestito al Karpaty, con cui disputa una buona stagione a livello individuale; il 27 giugno 2018 viene riscattato per due milioni di euro, legandosi al club ucraino fino al 2022.
Il 31 gennaio 2019 passa in prestito al River Plate.
Il 18 febbraio 2022 viene acquistato dal CSKA Mosca con la formula del prestito con obbligo di riscatto.

### Nazionale
Il 24 settembre 2022 esordisce in nazionale maggiore nel successo per 4-1 in amichevole contro Guatemala.
Il 24 marzo 2023 segna la sua prima rete con i cafeteros in occasione dell'amichevole pareggiata 2-2 contro la Corea del Sud.

## Statistiche

### Presenze e reti nei club
Statistiche aggiornate al 17 settembre 2022.
| Stagione           | Squadra            | Campionato         | Campionato | Campionato | Coppe nazionali | Coppe nazionali | Coppe nazionali | Coppe continentali | Coppe continentali | Coppe continentali | Altre coppe | Altre coppe | Altre coppe | Totale | Totale |
| Stagione           | Squadra            | Comp               | Pres       | Reti       | Comp            | Pres            | Reti            | Comp               | Pres               | Reti               | Comp        | Pres        | Reti        | Pres   | Reti   |
| ------------------ | ------------------ | ------------------ | ---------- | ---------- | --------------- | --------------- | --------------- | ------------------ | ------------------ | ------------------ | ----------- | ----------- | ----------- | ------ | ------ |
| 2015               | Millonarios        | PA                 | 2          | 0          | CC              | 0               | 0               | -                  | -                  | -                  | -           | -           | -           | 2      | 0      |
| 2016               | Millonarios        | PA                 | 1          | 0          | CC              | 3               | 0               | -                  | -                  | -                  | -           | -           | -           | 4      | 0      |
| Totale Millonarios | Totale Millonarios | Totale Millonarios | 3          | 0          |                 | 3               | 0               |                    | -                  | -                  |             | -           | -           | 6      | 0      |
| 2016-2017          | Sevilla Atlético   | SD                 | 1          | 0          | -               | -               | -               | -                  | -                  | -                  | -           | -           | -           | 1      | 0      |
| 2017-2018          | Karpaty            | PL                 | 22         | 6          | CU              | 0               | 0               | -                  | -                  | -                  | -           | -           | -           | 22     | 6      |
| 2018-2019          | Karpaty            | PL                 | 16         | 0          | CU              | 2               | 0               | -                  | -                  | -                  | -           | -           | -           | 18     | 0      |
| Totale Karpaty     | Totale Karpaty     | Totale Karpaty     | 38         | 6          |                 | 2               | 0               |                    | -                  | -                  |             | -           | -           | 40     | 6      |
| 2019-2020          | River Plate        | PD                 | 8          | 2          | CA+CdL          | 1+10            | 0               | CL                 | 10                 | 3                  | SA          | 1           | 0           | 30     | 5      |
| 2021               | River Plate        | PD                 | 21         | 3          | CdL             | 13              | 0               | CL                 | 9                  | 0                  | TCLP        | 1           | 1           | 44     | 4      |
| gen.-feb. 2022     | River Plate        | PD                 | 0          | 0          | CdL+CA          | 0               | 0               | CL                 | 0                  | 0                  | -           | -           | -           | 0      | 0      |
| Totale River Plate | Totale River Plate | Totale River Plate | 29         | 5          |                 | 24              | 0               |                    | 19                 | 3                  |             | 2           | 1           | 74     | 9      |
| feb.-giu. 2022     | CSKA Mosca         | PL                 | 11         | 1          | CR              | 2               | 0               | -                  | -                  | -                  | -           | -           | -           | 13     | 1      |
| 2022-2023          | CSKA Mosca         | PL                 | 26         | 6          | CR              | 8               | 0               | -                  | -                  | -                  | -           | -           | -           | 34     | 6      |
| Totale CSKA Mosca  | Totale CSKA Mosca  | Totale CSKA Mosca  | 37         | 7          |                 | 10              | 0               |                    | -                  | -                  |             | -           | -           | 47     | 7      |
| 2023-2024          | Dinamo Mosca       | PL                 | 23         | 0          | KR              | 6               | 1               | -                  | -                  | -                  | -           | -           | -           | 29     | 1      |
| Totale carriera    | Totale carriera    | Totale carriera    | 141        | 18         |                 | 46              | 1               |                    | 19                 | 3                  |             | 2           | 1           | 197    | 23     |

### Cronologia presenze e reti in nazionale
| Cronologia completa delle presenze e delle reti in nazionale ― Colombia | Cronologia completa delle presenze e delle reti in nazionale ― Colombia | Cronologia completa delle presenze e delle reti in nazionale ― Colombia | Cronologia completa delle presenze e delle reti in nazionale ― Colombia | Cronologia completa delle presenze e delle reti in nazionale ― Colombia | Cronologia completa delle presenze e delle reti in nazionale ― Colombia | Cronologia completa delle presenze e delle reti in nazionale ― Colombia | Cronologia completa delle presenze e delle reti in nazionale ― Colombia |
| Data                                                                    | Città                                                                   | In casa                                                                 | Risultato                                                               | Ospiti                                                                  | Competizione                                                            | Reti                                                                    | Note                                                                    |
| ----------------------------------------------------------------------- | ----------------------------------------------------------------------- | ----------------------------------------------------------------------- | ----------------------------------------------------------------------- | ----------------------------------------------------------------------- | ----------------------------------------------------------------------- | ----------------------------------------------------------------------- | ----------------------------------------------------------------------- |
| 25-9-2022                                                               | Harrison                                                                | Colombia                                                                | 4 – 1                                                                   | Guatemala                                                               | Amichevole                                                              | -                                                                       | 64’                                                                     |
| 28-9-2022                                                               | Santa Clara                                                             | Messico                                                                 | 2 – 3                                                                   | Colombia                                                                | Amichevole                                                              | -                                                                       | 46’ 57’                                                                 |
| 20-11-2022                                                              | Fort Lauderdale                                                         | Colombia                                                                | 2 – 0                                                                   | Paraguay                                                                | Amichevole                                                              | -                                                                       | 46’                                                                     |
| 24-3-2023                                                               | Ulsan                                                                   | Corea del Sud                                                           | 2 – 2                                                                   | Colombia                                                                | Amichevole                                                              | 1                                                                       | 35’ 83’                                                                 |
| 28-3-2023                                                               | Ōsaka                                                                   | Giappone                                                                | 1 – 2                                                                   | Colombia                                                                | Amichevole                                                              | -                                                                       | 89’                                                                     |
| 16-6-2023                                                               | Valencia                                                                | Colombia                                                                | 1 – 0                                                                   | Iraq                                                                    | Amichevole                                                              | -                                                                       | 40’ 86’                                                                 |
| 7-9-2023                                                                | Barranquilla                                                            | Colombia                                                                | 1 – 0                                                                   | Venezuela                                                               | Qual. Mondiali 2026                                                     | -                                                                       | 46’                                                                     |
| 12-9-2023                                                               | Santiago del Cile                                                       | Cile                                                                    | 0 – 0                                                                   | Colombia                                                                | Qual. Mondiali 2026                                                     | -                                                                       | 48’ 58’                                                                 |
| 12-10-2023                                                              | Barranquilla                                                            | Colombia                                                                | 2 – 2                                                                   | Uruguay                                                                 | Qual. Mondiali 2026                                                     | -                                                                       | 81’                                                                     |
| 16-11-2023                                                              | Barranquilla                                                            | Colombia                                                                | 2 – 1                                                                   | Brasile                                                                 | Qual. Mondiali 2026                                                     | -                                                                       | 74’                                                                     |
| 21-11-2023                                                              | Asunción                                                                | Paraguay                                                                | 0 – 1                                                                   | Colombia                                                                | Qual. Mondiali 2026                                                     | -                                                                       | 74’                                                                     |
| 22-3-2024                                                               | Londra                                                                  | Spagna                                                                  | 0 – 1                                                                   | Colombia                                                                | Amichevole                                                              | -                                                                       | 46’                                                                     |
| 26-3-2024                                                               | Madrid                                                                  | Colombia                                                                | 3 – 2                                                                   | Romania                                                                 | Amichevole                                                              | -                                                                       | 67’                                                                     |
| 8-6-2024                                                                | Landover                                                                | Stati Uniti                                                             | 1 – 5                                                                   | Colombia                                                                | Amichevole                                                              | 1                                                                       | 62’                                                                     |
| 2-7-2024                                                                | Santa Clara                                                             | Brasile                                                                 | 1 – 1                                                                   | Colombia                                                                | Coppa America 2024 - 1º turno                                           | -                                                                       | 81’                                                                     |
| 6-7-2024                                                                | Glendale                                                                | Colombia                                                                | 5 – 0                                                                   | Panama                                                                  | Coppa America 2024 - Quarti di finale                                   | -                                                                       | 66’                                                                     |
| 14-7-2024                                                               | Miami Gardens                                                           | Argentina                                                               | 1 – 0 dts                                                               | Colombia                                                                | Coppa America 2024 - Finale                                             | -                                                                       | 105’                                                                    |
| 15-10-2024                                                              | Barranquilla                                                            | Colombia                                                                | 4 – 0                                                                   | Cile                                                                    | Qual. Mondiali 2026                                                     | -                                                                       | 77’                                                                     |
| 20-3-2025                                                               | Brasilia                                                                | Brasile                                                                 | 2 – 1                                                                   | Colombia                                                                | Qual. Mondiali 2026                                                     | -                                                                       | 87’                                                                     |
| Totale                                                                  |                                                                         | Presenze                                                                | 19                                                                      |                                                                         | Reti                                                                    | 2                                                                       |                                                                         |

## Palmarès

### Club

#### Competizioni nazionali
- Copa Argentina: 1

River Plate: 2018-2019
- Supercopa Argentina: 1

River Plate: 2019
- Campionato argentino: 1

River Plate: 2021
- Trofeo de Campeones de la Liga Profesional: 1

River Plate: 2021
- Coppa di Russia: 1

CSKA Mosca: 2022-2023

#### Competizioni internazionali
- Recopa Sudamericana: 1

River Plate: 2019